# Closes de la Gallinera
Les Closes de la Gallinera formen part de l'aiguabarreig de la Muga, el Manol i el rec Sirvent, actualment inclòs a la conca del Fluvià. Es tracta d'un espai constituït per prats, pastures, cultius extensius i arrossars, situat al terme municipal de Castelló d'Empúries. Ocupa una superfície de 91,18 Ha.
La vegetació d'aquest espai és formada per prats de dall, salicornars, canyissars i poblaments de jonques (Scirpus spp.), d'aigües salabroses, així com per arrossars i altres conreus herbacis. Hi són presents els hàbitats d'interès comunitari 6510 Prats de dall de terra baixa i de la muntanya mitjana (Arrhenatherion) i 1420 Matollars halòfils mediterranis i termoatlàntics (Sarcocornetea fruticosae). Pel que fa a la fauna, es tracta d'un espai d'interès per la seva diversitat en lepidòpters i sobretot per l'avifauna, ja que els arrossars constitueixen una zona d'hivernada i punt d'aturada migratòria per a nombroses aus aquàtiques.
Caldria modificar la xarxa de drenatge d'aquest espai, afavorint la recuperació i funcionalitat de les closes i la reaparició d'alguns dels antics aiguamolls dessecats. Les Closes de la Gallinera es troben dins el Parc Natural dels Aiguamolls de l'Empordà i estan protegits també com a Espai d'Interès Natural "Aiguamolls de l'Alt Empordà" i com a espai de la Xarxa Natura 2000 ES0000019 "Aiguamolls de l'Alt Empordà".